# Dikhil
Dikhil er en by i det sydlige Djibouti, med et indbyggertal på cirka 35.000 (2012). Byen er hovedstad i en region af samme navn, og ligger tæt på grænsen til nabolandet Etiopien.